# Martindale-Methode
Die Martindale-Methode ist das am häufigsten genutzte Verfahren, um die Scheuerbeständigkeit von textilen Stoffen, insbesondere Polsterstoffen, zu bestimmen.
Die Methode simuliert eine natürliche Abnutzung eines Sitzbezuges, indem ein Muster des zu testenden Stoffes mit einer vorgegebenen Gewichtsbelastung gegen einen wollenen Standardstoff gerieben wird. Die Testapparatur arbeitet mit 5.000 Intervallen. Gemessen wird die Schleißzahl (Maßzahl: Martindale) dieser Scheuertouren, die zum Verschleiß von zwei Fäden führt. Dabei gilt: Je höher der Wert, desto beständiger das Material.
Von den nationalen Textilinstituten werden Schleißzahlen für unterschiedliche Anwendungsbereiche von Textilien vorgegeben, hier einige Beispiele:
|                 | weiche Polsterung [Martindale] | harte Polsterung [Martindale] |
| --------------- | ------------------------------ | ----------------------------- |
| Private Nutzung | 10.000                         | 15.000                        |
| Büronutzung     | 25.000                         | 35.000                        |
| ÖPNV            | 30.000                         | 40.000                        |

Für Leitstände von Polizei, Rettungsdiensten etc. werden 200.000–500.000 Martindale gefordert.